# Julio Díez
Pour les articles homonymes, voir Diez.
Julio Díez est un avocat et homme politique vénézuélien, né à Coro (État de Falcón) le 3 janvier 1912 et mort à Caracas le 30 mars 1985.

## Biographie
Fils du médecin Carlos Díez del Ciervo et de Caremn Tirado, il effectue sa scolarité dans sa ville natale (primaire) et son cursus secondaire au collège San Ignacio de Caracas. Après avoir obtenu son diplôme d'avocat à l'Université centrale du Venezuela, il est reçu docteur en sciences politiques auprès de la même institution le 31 juillet 1934. À Coro, il est directeur du collège fédéral et y enseigne la littérature et la philosophie. À cette époque, il commence à s'intéresser à la politique comme moyen d'améliorer la situation du pays. Pendant le mandat de Eleazar López Contreras (1936-1941), il est élu deux fois député au Congrès de la République pour l'État de Falcón puis en devient vice-président. Par décret présidentiel, il est nommé secrétaire de la Légation du Venezuela au Pérou et en Bolivie. En 1937, il est inspecteur du travail dans l'État de Zulia et de 1938 à 1943, il est directeur du Travail à Caracas. En 1939, il est nommé délégué pour le Venezuela à la 25e Conférence internationale du travail à Genève (Suisse).
Pendant le gouvernement d'Isaías Medina Angarita (1941-1945), il est nommé ministre du Travail et des Communications de 1943 jusqu'au renversement du gouvernement en octobre 1945. C'est durant son ministère qu'il initie projets et réformes : mise en place de la Sécurité Sociale obligatoire (9 octobre 1944), approbation du règlement pour le travail agricole, actualisation de la loi sur le travail au Congrès national, mise en place de salaires minimaux dans plusieurs branches industrielles et mesures syndicales pour faciliter le développement et la participation à la vie socio-économique du pays. En 1945, il est élu sénateur au Congrès de la République. Entre 1946 et 1958, il est conseiller juridique en droit du travail, du commerce, civil et administratif. 
À la chute du régime de Marcos Pérez Jiménez, la junte gouvernementale d'Edgar Sanabria le nomme gouverneur du District capitale de Caracas du 27 juin 1958 jusqu'à la fin du mois de novembre. Durant cette courte période, il s'emploie à assainir l'administration publique, en créant notamment l'organisme de contrôle municipal (Contraloría Municipal) en vue de soumettre à la règlementation la gestion du budget des municipalités. En novembre 1958, il est nommé ministre des Mines et des Hydrocarbures, tout en s'investissant dans la refonte de la loi relative à l'impôt sur le revenu. Il est notamment remarqué pour une disposition connue sous le nom de « décret Sanabria » (Decreto Sanabria) qui relève la part fiscale de l’État issue des revenus industriels et pétroliers de 50 à 70 %. Du 16 mai 1973 au 23 mai 1975, il est directeur principal de la Banque centrale du Venezuela. 

## Sources
- (es) Cet article est partiellement ou en totalité issu de l’article de Wikipédia en espagnol intitulé « Julio Díez » (voir la liste des auteurs).